# Монтезанто (Перуђа)
Монтезанто је насеље у Италији у округу Перуђа, региону Умбрија.
Према процени из 2011. у насељу је живело 11 становника. Насеље се налази на надморској висини од 745 м.